# Джалинго
Джалинго (англ. Jalingo) — город на востоке Нигерии, административный центр штата Тараба.

## Географическое положение
Город находится в северной части штата, на берегу одного из левых притоков реки Бенуэ, в предгорьях хребта Шебши. Абсолютная высота — 350 метров над уровнем моря.
Джалинго расположен на расстоянии приблизительно 420 километров к востоку от Абуджи, столицы страны.

## Население
По данным переписи 1991 года численность населения Джалинго составляла 67 226 человек.
Динамика численности населения города по годам:
| 1991   | 2012    |
| ------ | ------- |
| 67 226 | 498 575 |

## Религия
Город является центром католической епархии Джалинго.

## Транспорт
К западу от города расположен одноимённый аэропорт.